# Кусакский сельский округ
Кусакский сельский округ (каз. Құсақ ауылдық округі ) — административная единица в составе Актогайский район Карагандинской области Казахстана. Административный центр — село Кошкар.
Население — 630 человек (2009; 969 в 1999, 1342 в 1989).
По состоянию на 1989 год существовал Кусакский сельский совет (сёла Кошкар, Молак, Сарман) ликвидированного Приозёрного района. В 2007 году были ликвидированы сёла Молак и Сорман.

## Состав
В состав округа входят такие населённые пункты:
| Населённый пункт | население, человек (1989) | население, человек (1999) | население, человек (2009) |
| ---------------- | ------------------------- | ------------------------- | ------------------------- |
| Кошкар, село     | 1106                      | 790                       | 630                       |
| Молак, село      | 129                       | 126                       | -                         |
| Сорман, село     | 107                       | 53                        | —                         |